# دراغان ميلادينوفيتش
دراغان ميلادينوفيتش (بالصربية: Драган Младеновић)‏ هو لاعب كرة قدم صربي في مركز الوسط، ولد في 16 فبراير 1976 في كرالييفو في صربيا. شارك مع منتخب صربيا والجبل الأسود لكرة القدم. أما مع النوادي، فقد لعب مع النجم الأحمر بلغراد وإنتشون يونايتد وريال سوسيداد ونادي رودار بليفليا ونادي رينجرز.

## وصلات خارجية
- دراغان ميلادينوفيتش على موقع الاتحاد الدولي (مؤرشف)  (الإنجليزية)
- دراغان ميلادينوفيتش على موقع الاتحاد الأوربي (الإنجليزية)
- دراغان ميلادينوفيتش على موقع دوري كوريا الجنوبية (الإنجليزية)
- دراغان ميلادينوفيتش على موقع قاعدة بيانات كرة القدم.إي يو (الإنجليزية)
- دراغان ميلادينوفيتش على موقع ناشيونال فوتبول تيمز (الإنجليزية)